# Конвой № 3113 (листопад 1943)
Конвой № 3113 — японський конвой часів Другої світової війни, проведення якого відбувалось у листопаді 1943 року.
Пунктом призначення конвою був атол Трук (Чуук) у центральній частині Каролінських островів, де ще до війни створили потужну базу японського ВМФ, з якої до лютого 1944 року провадились операції у цілому ряді архіпелагів. Вихідним пунктом став розташований у Токійській затоці порт Йокосука (саме звідси традиційно вирушала більшість конвоїв на Трук).
До складу конвою увійшли транспорти «Кеншо-Мару», «Кімісіма-Мару», «Ямакуні-Мару», «Шоєй-Мару», «Цунешима-Мару» та «Сінсей-Мару № 18»  (Shinsei Maru No. 18). Охорону забезпечували есмінець «Ікадзучі» та кайбокан (фрегат) «Хірадо».
Загін вийшов із порту 13 листопада 1943 року. Його маршрут пролягав через кілька традиційних районів патрулювання американських підводних човнів, які зазвичай діяли поблизу східного узбережжя Японського архіпелагу, біля островів Оґасавара, Маріанських островів і на підходах до Труку. Враховуючи це, 23 листопада неподалік від Труку до ескорту приєднались переобладнаний канонерський човен «Фукуяма-Мару» та переобладнаний тральщик «Кінджо-Мару». У підсумку проходження конвою № 3113 відбулось успішно, і 23 листопада він без втрат досягнув пункту призначення («Сінсей-Мару № 18» відстав та прибув під охороною «Кінджо-Мару» 24 листопада).